# Église Saint-Blaise de Lavergne
L'église Saint-Blaise de Lavergne est une église catholique située à Lavergne, en France.

## Localisation
L'église est située dans le département français du Lot sur le territoire de la commune de Lavergne.

## Historique
D'après le chanoine Edmond Albe, l'église de Lavergne a dépendu du prieuré conventuel Saint-Robert de Védrenne à Égletons qui lui-même relevait de l'abbaye de la Chaise-Dieu avant de dépendre, au XVIIe siècle de l'abbaye de La Couronne et des chanoines réguliers de Saint-Augustin de Cahors.
On connaît des prieurs de Lavergne à partir de 1314. La mention de « sol du cloître » sur des documents laisse à penser qu'il s'agissait d'un prieuré conventuel.
L'édifice a été inscrit au titre des monuments historiques le 9 juin 1925.
Plusieurs objets sont référencés dans la base Palissy.